# 야마자키 하루카
야마자키 하루카(山崎はるか, やまざき はるか, 1991년 6월 27일 -)는 일본의 여성 성우, 가수이다. 아트 비젼 소속. 가나가와 현 출신 . 일본 나레이션 연기 연구소 출신으로 애칭은 뵨키치(ぴょん吉).

## 경력
일본 나레이션 연기 연구소 졸업 후 2010년 아트 비젼에 소속되었다.
2011년 극장 애니메이션 『극장판 하야테처럼! HEAVEN IS A PLACE ON EARTH』에서 스이렌지 루카(水蓮寺ルカ) 역에 발탁되었다. 이 작품이 애니메이션 데뷔작이 된다.
2016년 7월 무대 「시즈☆게키 스트라이드」(シズ☆ゲキ ストライド)에 출연. 이 작품이 무대 첫 출연이 되었다.
2018년 2월 3일 개최되는 라이브 「NBCUniversal ANIME × MUSIC FESTIVAL~25th ANNIVERSARY~」에 비밀 게스트로 등장했으며, 그리고 개인 명의로 가수 데뷔를 발표하고 공식 사이트 계정을 개설했다. 2018년 5월 23일, NBC 유니버셜에서 데뷔 싱글 '젠젠 토모다치」(ゼンゼントモダチ)를 발표했다.

## 인물
소년에서 건강한 성인 여성까지 연기폭이 매우 넓다. 애칭인 뿅키치(ぴょん吉)는 어린 시절에 부모로부터 붙여진 별명.
자연이 살아있는 가나가와 현 쇼난 지방에서 자라 초등학교 때까지는 기계 체조, 농구, 수영의 습관을 지녔고 중학교에서 테니스 부에 입부 이후는 취주악 부에 입부하는 등 활발한 학창 시절을 보냈다. 초등학교에 진학할 때 체조에서 공중제비 테스트가 있던 것부터, 중학생 시절까지 공중제비를 할 수 있었으며, 핸드 스프링과 헤드 스프링 측면 회전도 할 수 있었다고(※ 2014년 시점).
성우라는 직업을 알게 된 계기와 당시 동경한 인물은 강철의 연금술사에 출연했던 박로미 로, 나이가 들어서도 소년 역을 연기해내고 있는 것을 이유로 들고 있다. 또한 성우를 목표로 하는 계기가 된 인물로는 중학생으로 " 다! 다! 다! "의 주연을 맡고 있던 산페이 유우코와 나즈카 카오리를 들고 있다. 이러한 애니메이션이나 성우를 알게 된 성우라는 직업에 흥미를 가지고, 성우의 길을 걷기로 결정했다 . 양성소는 자신이 알고있는 작품에 출연하고 있는 성우가 많이 소속되어 있던 아트 비젼 계열의 성우 양성소 '일본 나레이션 연기 연구소'를 선택하고 부모에게 "고등학교 졸업 후 대학이나 전문 학교로 진학하지 않고 성우를 목표로 할 테니까, 대학 진학에 들어갈 돈으로 고등학교와 더블 스쿨로 성우 양성소에 다니게 해달라"고 상담했다. 부모는 시원스럽게 승락했고, 이때부터 본격적으로 성우를 목표로 하게 되었다.
취미 · 특기는 농구 · 과자 만들기 · 노래 · 기계 체조 · 알토 색소폰 가라오케, 모노마네. 알토 색소폰은 중학생 때 취주악부에서 배워 연주했다 . 또한 고등학교 때에는 경음악부에 소속되어 있었다.

### 가족
초등학교 2학년 때 어머니로부터 머리카락을 염색달라고 한 이후로 계속해서 머리를 염색하고 있다.
동생은 다섯 살 연하로 전직 모델 구리스 나쓰미(栗栖なつみ) . 어머니는 야마자키가 8살 때 암 확진을 받았고, 10년의 투병 생활 끝에 세상을 떠났다. 2014년에 팬들과의 대화에서 어머니가 이미 사망했음을 밝혔으며 2017년 어머니의 생일인 1월 12일에 자신의 트위터로 어머니에게 보내는 편지를 공개했다.
2016년 4월부터 아비시니안종의 고양이를 기르기 시작했다. 이름은 "미셸"이지만 동료 성우 Machico는 '미세보'(ミシェ坊)라고 부르고 있다. 2017년 12월부터 두 번째의 고양이를 키우기 시작했다. 이름은 '노엘'.
또한 고양이 두 마리 외에 뱀(콘 스네이크)도 기르고 있다. . 이름은 "타마짱".
2020년부터는 도마뱀 두 마리를 키우기 시작했다. 각 이름은 "레오 군"과 "게코 군".

### 아이돌 마스터와의 관계
야마자키 하루카도 『아이돌 마스터 밀리언 라이브!』의 카스가 미라이 역으로 출연하고 있는 아이돌 마스터 시리즈이지만 야마자키는 출연자 뿐만 아니라 아이돌 마스터가 좋아하는 프로듀서(아이돌 마스터의 팬 이름)으로도 알려져 있다.
야마자키와 아이돌 마스터와의 만남은 2009년 12월 23일에 도쿄도 신키바 STUDIO COAST에서 열린 'THE IDOLM@STER 2009 H@ppy Christm@s P@rty!!'였다. 아이돌 마스터를 좋아하는 친구에게 이끌려 참가했으며 그 때 선보인 '메리'에 끌려 야마자키의 선배에 해당하는 765 프로의 노래가 마음에 들었다고 한다. 거기에서 5주년 라이브 「THE IDOLM @ STER 5th ANNIVERSARY The world is all one ! !」에도 참여하고 CD를 듣거나 만화를 읽는 동안 한 명의 팬 이사로 아이마스의 팬이 되어 갔다. 「THE IDOLM @ STER SP 퍼펙트 선」이 아이돌 마스터 게임으로는 처음 플레이한 게임으로, 프로듀스는 아마미 하루카, 기쿠치 마코토 순으로 진행해 갔다고 한다. 그리고 텔레비전 애니메이션에서 아이돌 각각의 매력에 주목했다.
765 프로 중에서는 호시이 미키와 기쿠치 마코토를 특히 좋아하며 "나는 미키의 프로듀서이지만, 마코토 군은 팬이야!"라고 하는 조건을 가지고 있다. 미키는 "내가 되고 싶은 동경 소녀", 마코토는 "멋지고, 함께 있고 싶은 느낌"으로 서로 좋아하는 방향성이 다르다.
그 후, 「밀리언 라이브!」 오디션을 받게 되었다. 오디션에서는 이부키 쓰바사, 기타가미 레이카, 가스가 미라이의 세 가지 배역을 받아 당시 야마자키가 느낀 이미지는 쓰바사가 가장 밝은 캐릭터이고 미라이는 보다 얌전한 캐릭터이며, 야마자키가 가장 연기하기 쉬운 캐릭터는 가장 밝은 성격의 쓰바사였다. 그러나 당시 아이돌 마스터의 종합 디렉터였던 이시하라 아키히로(石原章弘)가 "지금의 쓰바사의 목소리 그대로 미라이를 연기해 봐 달라"고 지시 날개의 연기가 지금 미래의 연기의 바탕이됐다. 이부키 쓰바사 역을 맡게 된 Machico는 오디션에서 미라이와 쓰바사의 두 배역으로 오디션을 받았고, 이시하라는 야마자키와는 반대로 "미라이의 목소리로 쓰바사를 연기해 봐 달라"는 지시를 했다고 한다. 미라이는 센터 포지션으로, 당시 야마자키는 "중간스러운 연기란 무엇일까......"라고 오디션 때 고민했으며 합격하고도 "어, 제가요? 괜찮을까요?"라며 놀람이 기쁨보다 먼저 와 버릴 정도였다. 그러나 라이브에서 센터를 맡아, 밀리언 라이브의 멤버는 야마자키의 센터로써의 대단함을 칭찬하고 있다.
또한 '밀리언 라이브! "내에서는 D / Zeal의 팬이기도 밀리언 관련 프로그램 등에서 동 단위에 도착 해 뜨겁게 말하는 경우도 많다 .
2016년 1월 당에서 『밀리언 라이브!』에 함께 출연하는 아이미(줄리아 역), 타카하시 미나미(바바 코노미 역), Machico 등과 사이가 좋고, 함께 한 집에서 자거나, 노래방에 가거나 차를 마시거나 하는 모습이 그녀들의 트위터나 블로그 등에서 보고되고 있다. 또한 Machico, 야마자키, 마나미, 타카하시 넷은 특히 「まち吉あいみな」라고 부르며 서로 매우 돈독하다.

## 출연
굵은 글씨는 메인 캐릭터입니다.

### 텔레비전 애니메이션
- こみっくがーるず（翼の編集）
- 魔法少女サイト（雫芽さりな[32]）|15=2018年|14=* AKIBA'S TRIP -THE ANIMATION-（カティ・ライコネン）
- 쓰레기의 본망(クズの本懐) - 여자A、여학생
- 유정천가족2(有頂天家族2) - 아이A）
- 고노하나 기담(このはな綺譚) - 다노베(田辺)|13=2017年|12=* 紅殻のパンドラ（体操服、キャスター）
- ヘヴィーオブジェクト（お掃除サービス）
- 단간론파3 -The End of 키보가미네 학원 절망편-(ダンガンロンパ3 -The End of 希望ヶ峰学園 絶望編-) - 구즈류 나쓰미(九頭龍菜摘)
- ねじ巻き精霊戦記 天鏡のアルデラミン（ニニカ、シア[33]）
- 마법소녀육성계획(魔法少女育成計画) - 요시코(よしこ)
- モンスターハンター ストーリーズ RIDE ON（2016年 - 2018年、ナリキ[34]）
- ブブキ・ブランキ 星の巨人 - 아이
- 경녀!!!!!!!! - 여자
- タイムボカン24（町人）|10=* アブソリュート・デュオ（リーリス・ブリストル[35]）
- 기동전사 건담 철혈의 오펀스(機動戦士ガンダム 鉄血のオルフェンズ)(2015년 - 2016년) - フウカ・ウノ、タービンズ女性(2시리즈)
- 짱구는 못말려 - おねいさん河童B）
- 야한 이야기라는 개념이 존재하지 않는 지루한 세계(下ネタという概念が存在しない退屈な世界) - 어린 다누키치(狸吉)
- 닌자보이 란타로(忍たま乱太郎) - 공주(姫)
- 몬스터 아가씨가 있는 일상(モンスター娘のいる日常) - 멜로(メロ)[36]）|* ゆるゆり（2011年 - 2012年、高岡ひろ、女子生徒、TVのキャスター、小学校の先生、えりのママ、大室家の母） - 2シリーズ|9=2015年|8=* 異能バトルは日常系のなかで（神崎灯代[37]）
- 흑집사 Book of Circus(黒執事 Book of Circus) - 소녀
- 4월은 너의 거짓말(四月は君の嘘) - 남자아이
- selector infected WIXOSS - 여학생
- 도라에몽(테레비 아사히판 제2기)(2014년 - 2020년) - 점원, 여자아이, 여자(1), 사무원, 소년
- 하이큐!!（2014年 - 2020年、日向夏[38]、오노 선생(小野先生)[38]、학생A） - 3シリーズ|7=2014年|6=* AKB0048 next stage（観客A）
- 내 여자친구와 소꿉친구가 완전 수라장(俺の彼女と幼なじみが修羅場すぎる) - 아오바 사쓰키(青葉さつき), 스즈미야 요시노(鈴宮よしの) 여학생B
- 코토우라양(琴浦さん) - 여자아이
- 사쿠라장의 애완그녀(さくら荘のペットな彼女) - 하세 칸나(長谷栞奈)
- 취성의 가르간티아(翠星のガルガンティア) - 파리누리[39]
- 스텔라여학원고등과C3부(ステラ女学院高等科C3部) - 모치즈키 미야기(望月みやぎ)
- D.C.III 〜ダ・カーポIII〜
- 어떤 과학의 초전자포 S(とある科学の超電磁砲S) - 언니(姉), 여성
- 잔잔한 내일로부터(凪のあすから) - 柳那茅）
- ハイスクールD×Dシリーズ（2013年 - 2018年、桐生藍華[40]） - 3シリーズ
- 알바 뛰는 마왕님!(はたらく魔王さま!) - （東海林佳織、店員）
- Free! - 여자아이
- ビビッドレッド・オペレーション（天城みずは[41]）
- WHITE ALBUM2（深谷亜紀#13）
- 러브라이브! - 학생A）
- ロウきゅーぶ!SS（中野夢）|5=2013年|4=* ココロコネクト（海道）
- 사랑한다고 말해(好きっていいなよ。) - 남자아이, 여학생, 이즈미(泉)
- 옆자리 괴물군(となりの怪物くん) - 남자아이
- 하야테처럼! 시리즈（2012년 - 2013년、스이렌지 루카[42][43]） - 2シリーズ
- 輪廻のラグランジェ season2（新田かな）|2012年|18=* 同居人はひざ、時々、頭のうえ。（ハル[44]）}}

### 극장 애니메이션
- 극장판 하야테처럼! HEAVEN IS A PLACE ON EARTH (2011년水蓮寺루카[45] )
- 철단의 판도라 (2015년 바니 걸 여자[46] )
- 러브 라이브! The School Idol Movie (2015년)

### OVA
- 하야테처럼! (2014년, 스이렌지 루카) - 단행본 제43권 OVA가 첨부된 특별판
- 몬스터 아가씨가 있는 일상(2016년 - 2017년 멜로)[47] - 코믹스 제11, 12권 OAD 첨부 특장판

### Web 애니메이션
- 몬스터 스트라이크 (2016년, 코바야시 마리코[48])

### 라디오
※는 인터넷 방송입니다.
- 야마자키 하루카의 우리들, 달려 간다 하늘로 (2011년)
- THE IDOLM @ STER MillionRADIO (2013년 - 니코 니코 생방송 ※)
- 이능 배틀은 라지오 속에서 (2014년 - 2015년 온센 ※)
- 앱솔루트 라디오 ~昊陵학원 방송부 ~ (2014년 - 2015년 온센 ※)
- 라디오どとあい야마자키 하루카의 뿅키치가 예쁜 왕도 여성 성우를 목표로 했지만 내 안의 오타쿠 기질이 방해하고 있다. (2015년 AG-ON ※ · 초! A&amp;G + ※)
- 몬스터 아가씨들이 있는 일상 회화 (2015년 온센 ※)
- 아이미와 하루카의 2학년 A반 청춘활성부! (2016년 - 니코 니코 생방송 ※)
- THE IDOLM @ STER MUSIC ON THE RADIO (2018년 - 2019년, 니코 니코 생방송 ※) - 어시스던트 퍼스날리티
- 야마자키 하루카의 C'est parti! ! (2019년 초! A&G + ※)
- 야마자키 하루카와 및 まるぴ......近っ! ! (2020년 - 초! A&G + ※)

### TV 프로그램
※ 인터넷 배달.
- AG 학원 형 ☆만큼 (2010년, 텔레비 카나가와 ) 네비게이터 캐릭터 · 봄 치나의 목소리
- 이능 배틀은 니코 속에서 (2014년, 니코 니코 생방송※)
- 애니뵙겠습니다 (2015년 11월 9일 · 16일, 테레비 도쿄) MC[49]

### 영상 제품
2013년
- 하야테처럼! × 신만이 아는 세계 조인트 콘서트 2013 "오늘, 만개 벚꽃 색! "

2014년
- THE IDOLM @ STER 8th ANNIVERSARY HOP! STEP! ! FESTIV @ L! ! !
- THE IDOLM @ STER M @ STERS OF IDOL WORLD! ! 2014
- THE IDOLM @ STER MILLION LIVE! 1stLIVE HAPPY ☆ PERFORM @ NCE! ! Blu-ray
- Animelo Summer Live 2013 -FLAG NINE- 8.24

2015년
- 이능 배틀은 일상 계 속에서 Blu-ray 6 [Limited Edition] 영상 특전 「검은焰에지도 한 자들의 잔치 "다크니스 카니발" "이벤트 다이제스트 영상
- THE IDOLM @ STER MILLION LIVE! 2ndLIVE ENJOY H @ RMONY! ! Live Blu-ray
- Animelo Summer Live 2014 -ONENESS- 8.30

2016년
- THE IDOLM @ STER M @ STER OF IDOL WORLD! ! 2015 Live Blu-ray
- THE IDOLM @ STER MILLION LIVE! 3rdLIVE TOUR BELIEVE MY DRE @ M! ! LIVE Blue-ray

2018년
- THE IDOLM @ STER MILLION LIVE! 4thLIVE TH @ NK YOU for SMILE! LIVE Blu-ray
- Animelo Summer Live 2017 -THE CARD- 8.26
- THE IDOLM @ STER MILLION THE @ TER GENERATION 11 UNION! ! 【영상 특전】 THE IDOLM @ STER MILLION LIVE! EXTRA LIVE MEG @ TON VOICE!
- NBCUniversal ANIME × MUSIC FESTIVAL~25th ANNIVERSARY~

2019년
- THE IDOLM @ STER MILLION LIVE! 5thLIVE BRAND NEW PERFORM @ NCE! ! ! LIVE Blu-ray

2020년
- THE IDOLM @ STER MILLION LIVE! 6thLIVE TOUR UNI-ON @ IR! ! ! ! LIVE Blu-ray Princess STATION @KOBE
- THE IDOLM @ STER MILLION LIVE! 6thLIVE TOUR UNI-ON @ IR! ! ! ! SPECIAL LIVE Blu-ray

### 무대
- 시즈☆게키 스트라이드(2016년 7월 6일 - 10일)[50]

### 기타 내용
- 디지털 코믹 「 너의 곁에서 청춘 중. "(2011년 가시와기 미우)[51]
- 일 음색 ~ 헤어 메이크 편 ~ (2020년 나나세 마리카)[52]
- 파칭코 『P피바 아이돌 마스터 밀리언 라이브!』(2021년, 가스가 미라이[53] )

## 음반

### 싱글
|             | 발매일          | 제목                         | 규격 번호 | 규격 번호 | 오리콘 최고위 |
| 첫회 한정반 | 발매일          | 제목                         | 통상 반   |           | 오리콘 최고위 |
| ----------- | --------------- | ---------------------------- | --------- | --------- | ------------- |
| 1st         | 2018년 5월 23일 | 젠젠 토모 다치               | GNCA-0528 | GNCA-0529 | 32 위         |
| 2nd         | 2021년 2월 3일  | 예를 들어 그것은 용기의 마법 | GNCA-0614 | GNCA-0615 |               |

### 앨범
|     | 발매일          | 제목           | 규격 번호 | 오리콘 </br> 최고위 |
| --- | --------------- | -------------- | --------- | ------------------- |
| 1st | 2019년 8월 28일 | C'est Parti! ! | GNCA-1557 | 21 위               |

### 정체 곡
| 음악                         | 정체 | 시기   |
| ---------------------------- | --- | ------ |
| 젠젠 토모 다치               | 텔레비전 애니메이션 「마법 소녀 사이트」엔딩 테마                                                        | 2018년 |
| 예를 들어 그것은 용기의 마법 | 텔레비전 애니메이션 「예를 들어 라스트 던전 앞 마을의 소년이 초반 마을에서 사는 듯한 이야기」오프닝 테마 | 2021년 |

### 가수 참가 작품
| 발매일          | 상품명                | 노래 | 음악                       | 비고                                                          |
| --------------- | --------------------- | --- | -------------------------- | ------------------------------------------------------------- |
| 2014年5月13日   | ONENESS               | 아이돌 마스터, 아오이 에일, 아휘리아 사가, angela, 이토 카나코, Wake Up, Girls! , 오노 켄쇼, OLDCODEX, 기타무라 에리, GRANRODEO, 쿠리바야시 미나미, 구로真音, ZAQ, JAM Project, sweet ARMS, 스즈키 코노미, STAR ☆ ANIS, 타니모토 타카요시, 다무라 유카리, 치하라 미노리, TMRevolution, 나카야 사야카, 흐름 논 Project, 하시모토 진, fhána, petit milady, FLOW, 호리에 유이, 미사와 사치카, 미즈키 나나, 미모리 스즈코, 미야노 마모루, μ 's, May'n, 유이 카오리, 유우키 아오이, 요시다 히토미, LiSA, 와다 코지 | "ONENESS"                  | 라이브 이벤트 「 Animelo Summer Live 2014 -ONENESS- 」테마 송 |
| 2018년 5월 16일 | Stand by ... MUSIC! ! | 아이돌 마스터 SideM, 아이돌 마스터 밀리언 라이브! 밀리언 스타즈, 아咲花, 이토 미쿠, 우치다 아야, 우치다 마아야, 오이시 마사요시, GRANRODEO ( KISHOW ), 스즈키 코노미, 스즈키 미노리, 타케타츠 아야나, TRUE, fhána, 유우키 아오이 | "Stand by ... MUSIC! ! ! " | 라이브 이벤트 「 Animelo Summer Live 2018 "OK! " "테마 송     |

### 캐릭터
| 発売日   | 商品名                                                                                    | 歌 | 楽曲                                                            | 備考                                                                               |                                                              |
| 2011年   | 2011年                                                                                    | 2011年 | 2011年                                                          | 2011年                                                                             |                                                              |
| -------- | ----------------------------------------------------------------------------------------- | --- | --------------------------------------------------------------- | ---------------------------------------------------------------------------------- | ------------------------------------------------------------ |
| 8月24日  | 僕ら、駆け行く空へ                                                                        | 水蓮寺ルカ（山崎はるか） | 「僕ら、駆け行く空へ」                                          | 劇場アニメ『劇場版 ハヤテのごとく！ HEAVEN IS A PLACE ON EARTH』オープニングテーマ |                                                              |
| 8月24日  | 僕ら、駆け行く空へ                                                                        | 水蓮寺ルカ（山崎はるか） | 「Forever Star」                                                | 劇場アニメ『劇場版 ハヤテのごとく！ HEAVEN IS A PLACE ON EARTH』挿入歌             |                                                              |
| -        | -                                                                                         | 夏目ひま（寺本來可）、春乃ちな（山崎はるか）、秋津かえで（東山奈央） | 「ROCKET DRIVE」                                                | 情報番組『AG学園 あに☆ぶん』オープニング曲                                         |                                                              |
| 2012年   |                                                                                           | |                                                                 |                                                                                    |                                                              |
| 4月      | -                                                                                         | 春乃ちな（山崎はるか） | 「FANTASTIC DAY」                                               | 情報番組『AG学園 あに☆ぶん』オープニング曲                                         |                                                              |
| 11月28日 | 恋の罠/Precious Nativity                                                                  | 水蓮寺ルカ（山崎はるか） | 「恋の罠」                                                      | テレビアニメ『ハヤテのごとく！ CAN'T TAKE MY EYES OFF YOU』エンディングテーマ      |                                                              |
| 11月28日 | 恋の罠/Precious Nativity                                                                  | 水蓮寺ルカ（山崎はるか） | 「Precious Nativity」                                           | テレビアニメ『ハヤテのごとく！ CAN'T TAKE MY EYES OFF YOU』挿入歌                  |                                                              |
| 2013年   |                                                                                           | |                                                                 |                                                                                    |                                                              |
| 1月30日  | ハヤテのごとく！ CAN'T TAKE MY EYES OFF YOU Original Soundtrack                           | 綾崎ハヤテ（白石涼子）、三千院ナギ（釘宮理恵）、水蓮寺ルカ（山崎はるか） | 「Here I am,Here we are（最終夜ver.）」                         | テレビアニメ『ハヤテのごとく！ CAN'T TAKE MY EYES OFF YOU』エンディングテーマ      |                                                              |
| 2月13日  | リンゴリボン                                                                              | 中川かのん（東山奈央）、水蓮寺ルカ（山崎はるか） | 「リンゴリボン」 「ヘルプルミミ」                               | テレビアニメ『ハヤテのごとく！』、『神のみぞ知るセカイ』関連曲                     |                                                              |
| 2月27日  | 福音                                                                                      | 水蓮寺ルカ（山崎はるか） | 「深淵」                                                        | テレビアニメ『ハヤテのごとく！ CAN'T TAKE MY EYES OFF YOU』挿入歌                  |                                                              |
| 2月27日  | 福音                                                                                      | 水蓮寺ルカ（山崎はるか） | 「善き少女のためのパヴァーヌ」                                  | テレビアニメ『ハヤテのごとく！ CAN'T TAKE MY EYES OFF YOU』エンディングテーマ      |                                                              |
| 2月27日  | 福音                                                                                      | 水蓮寺ルカ（山崎はるか） | 「GIFT」 「月の祈り」 「-paradigm shift-」                      | テレビアニメ『ハヤテのごとく！ CAN'T TAKE MY EYES OFF YOU』関連曲                  |                                                              |
| 2月27日  | 福音 初回限定盤特典CD                                                                     | 水蓮寺ルカ（山崎はるか） | 「Here I am,Here we are」                                       | テレビアニメ『ハヤテのごとく！ CAN'T TAKE MY EYES OFF YOU』関連曲                  |                                                              |
| 4月10日  | 奇跡のドア                                                                                | ハクア（早見沙織）、水蓮寺ルカ（山崎はるか） | 「GRAVITY」                                                     | テレビアニメ『ハヤテのごとく！』関連曲                                             |                                                              |
| 4月10日  | 奇跡のドア                                                                                | 桂ヒナギク（伊藤静）、中川かのん（東山奈央）、ハクア（早見沙織）、水蓮寺ルカ（山崎はるか） | 「奇跡のドア」 「Acoustic Medley of Hinagiku,Kanon,Haqua,Ruka」 | テレビアニメ『ハヤテのごとく！』関連曲                                             |                                                              |
| 4月24日  | THE IDOLM@STER LIVE THE@TER PERFORMANCE 01 Thank You!                                     | 765 MILLIONSTARS | 「Thank You!」                                                  | ゲーム『アイドルマスター ミリオンライブ！』テーマソング                            |                                                              |
| 4月24日  | THE IDOLM@STER LIVE THE@TER PERFORMANCE 01 Thank You!                                     | 765THEATER ALLSTARS | 「Thank You!」                                                  | ゲーム『アイドルマスター ミリオンライブ！』テーマソング                            |                                                              |
| 6月26日  | THE IDOLM@STER LIVE THE@TER PERFORMANCE 03                                                | 春日未来（山崎はるか） | 「素敵なキセキ」                                                | ゲーム『アイドルマスター ミリオンライブ！』関連曲                                  |                                                              |
| 6月26日  | THE IDOLM@STER LIVE THE@TER PERFORMANCE 03                                                | 我那覇響（沼倉愛美）、春日未来（山崎はるか）、豊川風花（末柄里恵）、望月杏奈（夏川椎菜）、横山奈緒（渡部優衣） | 「PRETTY DREAMER」                                              | ゲーム『アイドルマスター ミリオンライブ！』関連曲                                  |                                                              |
| 2014年   |                                                                                           | |                                                                 |                                                                                    |                                                              |
| 4月30日  | THE IDOLM@STER LIVE THE@TER PERFORMANCE 13                                                | 春日未来（山崎はるか）、最上静香（田所あずさ）、伊吹翼（Machico） | 「Thank You!」                                                  | ゲーム『アイドルマスター ミリオンライブ！』関連曲                                  |                                                              |
| 6月4日   | U・N・M・E・I ライブ                                                                      | 春日未来（山崎はるか）、最上静香（田所あずさ）、箱崎星梨花（麻倉もも） | 「U・N・M・E・I ライブ」                                        | ラジオ『THE IDOLM@STER MillionRADIO』テーマソング                                  |                                                              |
| 6月4日   | U・N・M・E・I ライブ                                                                      | 春日未来（山崎はるか）、最上静香（田所あずさ）、箱崎星梨花（麻倉もも） | 「Thank You! -MR remix-」                                       | ゲーム『アイドルマスター ミリオンライブ！』関連曲                                  |                                                              |
| 7月30日  | THE IDOLM@STER LIVE THE@TER HARMONY 02                                                    | 乙女ストーム！ | 「Growing Storm!」 「Welcome!!」                                | ゲーム『アイドルマスター ミリオンライブ！』関連曲                                  |                                                              |
| 7月30日  | THE IDOLM@STER LIVE THE@TER HARMONY 02                                                    | 春日未来（山崎はるか） | 「未来飛行」                                                    | ゲーム『アイドルマスター ミリオンライブ！』関連曲                                  |                                                              |
| 10月22日 | THE IDOLM@STER M@STERS OF IDOL WORLD!!2014 特典CD                                         | 天海春香（中村繪里子）、如月千早（今井麻美）、星井美希（長谷川明子）、島村卯月（大橋彩香）、渋谷凛（福原綾香）、本田未央（原紗友里）、春日未来（山崎はるか）、最上静香（田所あずさ）、伊吹翼（Machico）                       | 「IDOL POWER RAINBOW」                                          | ライブイベント『THE IDOLM@STER M@STERS OF IDOL WORLD!!2014』テーマソング           |                                                              |
| 10月22日 | THE IDOLM@STER M@STERS OF IDOL WORLD!!2014 特典CD                                         | 春日未来（山崎はるか）、最上静香（田所あずさ）、伊吹翼（Machico） | 「IDOL POWER RAINBOW」                                          | ライブイベント『THE IDOLM@STER M@STERS OF IDOL WORLD!!2014』テーマソング           |                                                              |
| 11月19日 | OVERLAPPERS                                                                               | Qverktett: |                                                                 | 「OVERLAPPERS」                                                                    | テレビアニメ『異能バトルは日常系のなかで』オープニングテーマ |
| 11月19日 | OVERLAPPERS                                                                               | 崎下乙女。 | 「異能性発見学」                                                | テレビアニメ『異能バトルは日常系のなかで』関連曲                                   |                                                              |
| 12月26日 | 異能バトルは日常系のなかで BD第1巻特典CD                                                  | 安藤寿来（岡本信彦）、神崎灯代（山崎はるか） | 「Nobody knows,Oh yeah!」                                       | テレビアニメ『異能バトルは日常系のなかで』関連曲                                   |                                                              |
| 2015年   |                                                                                           | |                                                                 |                                                                                    |                                                              |
|          | -                                                                                         | 神崎茜（山崎はるか） | 「虹色プリズム」                                                | ゲーム『戦え!プリンセスドール』主題歌                                              |                                                              |
| 2月18日  | Believe×Believe/アップルティーの味/2/2                                                    | ユリエ＝シグトゥーナ（山本希望）、リーリス＝ブリストル（山崎はるか） | 「アップルティーの味」                                          | テレビアニメ『アブソリュート・デュオ』エンディングテーマ                           |                                                              |
| 3月12日  | アイドルマスター ミリオンライブ！ 漫画第1巻特別版付属オリジナルCD                         | 春日未来（山崎はるか）、最上静香（田所あずさ） | 「GO MY WAY!!」                                                 | 漫画『アイドルマスター ミリオンライブ！』関連曲                                    |                                                              |
| 4月4日   | THE IDOLM@STER LIVE THE@TER SOLO COLLECTION Vol.01                                        | 春日未来（山崎はるか） | 「Growing Storm!」                                              | ゲーム『アイドルマスター ミリオンライブ！』関連曲                                  |                                                              |
| 5月8日   | アブソリュート・デュオ BD・DVD第2巻特典CD                                                 | リーリス＝ブリストル（山崎はるか） | 「British Exception」                                           | テレビアニメ『アブソリュート・デュオ』関連曲                                       |                                                              |
| 7月17日  | THE IDOLM@STER LIVE THE@TER SOLO COLLECTION Vol.02                                        | 春日未来（山崎はるか） | 「Thank You! -MR remix-」                                       | ゲーム『アイドルマスター ミリオンライブ！』関連曲                                  |                                                              |
| 8月5日   | アブソリュート・デュオ BD・DVD第5巻特典CD                                                 | ユリエ＝シグトゥーナ（山本希望）、リーリス＝ブリストル（山崎はるか）、穂高みやび（今村彩夏）、橘巴（諏訪彩花） | 「ハートプラクティス」                                          | テレビアニメ『アブソリュート・デュオ』関連曲                                       |                                                              |
| 8月12日  | アイドルマスター ミリオンライブ！ 漫画第2巻特別版付属オリジナルCD                         | 春日未来（山崎はるか） | 「キミはメロディ」                                              | 漫画『アイドルマスター ミリオンライブ！』関連曲                                    |                                                              |
| 8月19日  | 最高速 Fall in Love                                                                       | ミーア（雨宮天）、パピ（小澤亜李）、セントレア（相川奈都姫）、スー（野村真悠華）、メロ（山崎はるか）、ラクネラ（中村桜） | 「最高速 Fall in Love」                                         | テレビアニメ『モンスター娘のいる日常』オープニングテーマ                           |                                                              |
| 8月19日  | 最高速 Fall in Love                                                                       | ミーア（雨宮天）、パピ（小澤亜李）、セントレア（相川奈都姫）、スー（野村真悠華）、メロ（山崎はるか）、ラクネラ（中村桜） | 「Da-Da-Dash!」                                                 | テレビアニメ『モンスター娘のいる日常』関連曲                                       |                                                              |
| 8月26日  | THE IDOLM@STER MILLION RADIO! DJCD Vol.01                                                 | 春日未来（山崎はるか）、最上静香（田所あずさ）、箱崎星梨花（麻倉もも） | 「Welcome!! -MR remix-」                                        | ゲーム『アイドルマスター ミリオンライブ！』関連曲                                  |                                                              |
| 9月2日   | アブソリュート・デュオ BD・DVD第6巻特典CD                                                 | ユリエ＝シグトゥーナ（山本希望）、リーリス＝ブリストル（山崎はるか）、穂高みやび（今村彩夏）、橘巴（諏訪彩花） | 「Afternoon flavor」                                            | テレビアニメ『アブソリュート・デュオ』関連曲                                       |                                                              |
| 9月16日  | モンスター娘のいる日常 キャラクターソング Vol.5「moon and mermaid」                       | メロ（山崎はるか） | 「moon and mermaid」 「frothy love」 「最高速 Fall in Love」    | テレビアニメ『モンスター娘のいる日常』関連曲                                       |                                                              |
| 9月30日  | THE IDOLM@STER LIVE THE@TER DREAMERS 01 Dreaming!                                         | 春日未来（山崎はるか）、最上静香（田所あずさ）、伊吹翼（Machico） | 「Dreaming!」                                                   | ゲーム『アイドルマスター ミリオンライブ！』関連曲                                  |                                                              |
| 9月30日  | THE IDOLM@STER LIVE THE@TER DREAMERS 01 Dreaming!                                         | MILLION ALLSTARS | 「Welcome!!」                                                   | ゲーム『アイドルマスター ミリオンライブ！』関連曲                                  |                                                              |
| 10月28日 | THE IDOLM@STER LIVE THE@TER DREAMERS 02                                                   | 天海春香（中村繪里子）、春日未来（山崎はるか）、高槻やよい（仁後真耶子）、矢吹可奈（木戸衣吹）、ジュリア（愛美） 所恵美（藤井ゆきよ）、北上麗花（平山笑美）、北沢志保（雨宮天）、七尾百合子（伊藤美来）、望月杏奈（夏川椎菜） | 「Dreaming!」                                                   | ゲーム『アイドルマスター ミリオンライブ！』関連曲                                  |                                                              |
| 10月28日 | THE IDOLM@STER LIVE THE@TER DREAMERS 02                                                   | 天海春香（中村繪里子）、春日未来（山崎はるか） | 「ハルカナミライ」                                              | ゲーム『アイドルマスター ミリオンライブ！』関連曲                                  |                                                              |
| 2016年   |                                                                                           | |                                                                 |                                                                                    |                                                              |
| 1月30日  | THE IDOLM@STER LIVE THE@TER SOLO COLLECTION Vol.03 Vocal Edition                          | 春日未来（山崎はるか） | 「ハルカナミライ」                                              | ゲーム『アイドルマスター ミリオンライブ！』関連曲                                  |                                                              |
| 2月29日  | オメガラビリンス ソングコレクション♪                                                      | 朱宮愛那（山崎はるか） | 「Brave Heart」                                                 | ゲーム『オメガラビリンス』関連曲                                                   |                                                              |
| 6月8日   | THE IDOLM@STER M@STERS OF IDOL WORLD!!2015 特典CD                                         | 天海春香（中村繪里子）、如月千早（今井麻美）、星井美希（長谷川明子）、島村卯月（大橋彩香）、渋谷凛（福原綾香）、本田未央（原紗友里）、春日未来（山崎はるか）、最上静香（田所あずさ）、伊吹翼（Machico）                       | 「アイ MUST GO!」                                               | ライブイベント『THE IDOLM@STER M@STERS OF IDOL WORLD!!2015』テーマソング           |                                                              |
| 6月8日   | THE IDOLM@STER M@STERS OF IDOL WORLD!!2015 特典CD                                         | 春日未来（山崎はるか）、最上静香（田所あずさ）、伊吹翼（Machico） | 「アイ MUST GO!」                                               | ライブイベント『THE IDOLM@STER M@STERS OF IDOL WORLD!!2015』テーマソング           |                                                              |
| 8月10日  | ターンオンタイム！                                                                        | 春日未来（山崎はるか）、最上静香（田所あずさ）、箱崎星梨花（麻倉もも） | 「ターンオンタイム！」 「Dreaming! -MR remix-」                 | ラジオ『THE IDOLM@STER MillionRADIO』テーマソング                                  |                                                              |
| 12月12日 | アイドルマスター ミリオンライブ！ 漫画第5巻特別版付属オリジナルCD                         | 春日未来（山崎はるか）、最上静香（田所あずさ）、伊吹翼（Machico） | 「君との明日を願うから」                                        | 漫画『アイドルマスター ミリオンライブ！』関連曲                                    |                                                              |
| 2017年   |                                                                                           | |                                                                 |                                                                                    |                                                              |
| 2月15日  | THE IDOLM@STER LIVE THE@TER FORWARD 03 Starlight Melody                                   | タウラス | 「メメント？モメント♪ルルルルル☆」                              | ゲーム『アイドルマスター ミリオンライブ！』関連曲                                  |                                                              |
| 2月15日  | THE IDOLM@STER LIVE THE@TER FORWARD 03 Starlight Melody                                   | Starlight Melody | 「Starry Melody」                                               | ゲーム『アイドルマスター ミリオンライブ！』関連曲                                  |                                                              |
| 3月9日   | THE IDOLM@STER LIVE THE@TER SOLO COLLECTION 04 Starlight Theater                          | 春日未来（山崎はるか） | 「U・N・M・E・I ライブ」                                        | ゲーム『アイドルマスター ミリオンライブ！』関連曲                                  |                                                              |
| 7月26日  | THE IDOLM@STER MILLION THE@TER GENERATION 01 Brand New Theater!                           | 765 MILLION ALLSTARS | 「Brand New Theater!」                                          | ゲーム『アイドルマスター ミリオンライブ！ シアターデイズ』テーマソング             |                                                              |
| 7月26日  | THE IDOLM@STER MILLION THE@TER GENERATION 01 Brand New Theater!                           | 765 MILLION ALLSTARS | 「Dreaming!」                                                   | ゲーム『アイドルマスター ミリオンライブ！ シアターデイズ』関連曲                   |                                                              |
| 8月23日  | THE IDOLM@STER MILLION LIVE! M@STER SPARKLE 01                                            | 春日未来（山崎はるか） | 「未来系ドリーマー」                                            | ゲーム『アイドルマスター ミリオンライブ！ シアターデイズ』関連曲                   |                                                              |
| 10月28日 | アイドルマスター 10th メモリアルフィギュア 購入特典CD                                     | 天海春香（中村繪里子）、島村卯月（大橋彩香）、春日未来（山崎はるか） | 「アイ MUST GO! ～10th メモリアルフィギュアver.～」             | ライブイベント『THE IDOLM@STER M@STERS OF IDOL WORLD!!2015』関連曲                 |                                                              |
| 2018年   |                                                                                           | |                                                                 |                                                                                    |                                                              |
| 1月31日  | THE IDOLM@STER MILLION THE@TER GENERATION 04 プリンセススターズ                           | プリンセススターズ | 「Princess Be Ambitious!!」                                     | ゲーム『アイドルマスター ミリオンライブ！ シアターデイズ』関連曲                   |                                                              |
| 1月31日  | THE IDOLM@STER MILLION THE@TER GENERATION 04 プリンセススターズ                           | プリンセススターズ | 「Brand New Theater!」                                          | ゲーム『アイドルマスター ミリオンライブ！ シアターデイズ』関連曲                   |                                                              |
| 4月4日   | THE IDOLM@STER MILLION LIVE! M@STER SPARKLE 08                                            | 765 MILLION ALLSTARS | 「Brand New Theater!」                                          | ゲーム『アイドルマスター ミリオンライブ！ シアターデイズ』関連曲                   |                                                              |
| 6月1日   | THE IDOLM@STER LIVE THE@TER SOLO COLLECTION 06 プリンセススターズ                         | 春日未来（山崎はるか） | 「Princess Be Ambitious!!」                                     | ゲーム『アイドルマスター ミリオンライブ！ シアターデイズ』関連曲                   |                                                              |
| 7月27日  | アイドルマスター ミリオンライブ！ Blooming Clover 第3巻限定版特典CD                       | 天海春香（中村繪里子）、春日未来（山崎はるか）、矢吹可奈（木戸衣吹） | 「ONLY MY NOTE」                                                | 漫画『アイドルマスター ミリオンライブ！ Blooming Clover』関連曲                    |                                                              |
| 8月9日   | バレットガールズ ファンタジア D3P WEB SHOP店舗特典CD                                      | 火乃本彩（M・A・O）、シルヴィア・オルタンシア（山崎はるか） | 「Piercing Bullet」                                             | ゲーム『バレットガールズ ファンタジア』テーマソング                                |                                                              |
| 8月29日  | THE IDOLM@STER MILLION THE@TER GENERATION 11 UNION!!                                      | 765 MILLION ALLSTARS | 「UNION!!」 「Welcome!!」                                       | ゲーム『アイドルマスター ミリオンライブ！ シアターデイズ』関連曲                   |                                                              |
| 2019年   |                                                                                           | |                                                                 |                                                                                    |                                                              |
| 3月13日  | Starry Melody（Brand New Ver.）                                                           | Starlight Melody | 「Starry Melody（Brand New Ver.）」                             | ゲーム『アイドルマスター ミリオンライブ！ シアターデイズ』関連曲                   |                                                              |
| 3月22日  | 同居人はひざ、時々、頭のうえ。キャラクターソングVol.1 ひとりとキミ/ひだまりボディーガード | ハル（山崎はるか） | 「ひだまりボディーガード」                                      | テレビアニメ『同居人はひざ、時々、頭のうえ。』関連曲                               |                                                              |
| 4月27日  | THE IDOLM@STER THE@TER SOLO COLLECTION 07 PRINCESS STARS                                  | 春日未来（山崎はるか） | 「Episode. Tiara」                                              | ゲーム『アイドルマスター ミリオンライブ！ シアターデイズ』関連曲                   |                                                              |
| 5月29日  | THE IDOLM@STER MILLION THE@TER GENERATION 17 STAR ELEMENTS                                | STAR ELEMENTS | 「Episode. Tiara」 「ギブミーメタファー」                       | ゲーム『アイドルマスター ミリオンライブ！ シアターデイズ』関連曲                   |                                                              |
| 7月24日  | THE IDOLM@STER MILLION THE@TER WAVE 01 Flyers!!!                                          | 765 MILLION ALLSTARS | 「Flyers!!!」                                                   | ゲーム『アイドルマスター ミリオンライブ！ シアターデイズ』関連曲                   |                                                              |
| 12月25日 | メギド72 -songs-                                                                          | サキュバス（山崎はるか） | 「ふたりでみるユメ」                                            | ゲーム『メギド72』関連曲                                                           |                                                              |
| 2020年   |                                                                                           | |                                                                 |                                                                                    |                                                              |
| 4月29日  | THE IDOLM@STER MILLION RADIO! ENDLESS TOUR                                                | 春日未来（山崎はるか）、最上静香（田所あずさ）、箱崎星梨花（麻倉もも） | 「ENDLESS TOUR」 「Flyers!!! -MR remix-」                       | ラジオ『THE IDOLM@STER MillionRADIO』テーマソング                                  |                                                              |
| 8月26日  | THE IDOLM@STER MILLION THE@TER WAVE 10 Glow Map                                           | 765 MILLION ALLSTARS | 「Glow Map」                                                    | ゲーム『アイドルマスター ミリオンライブ！ シアターデイズ』関連曲                   |                                                              |
| 9月30日  | なんどでも笑おう                                                                          | THE IDOLM@STER FIVE STARS!!!!! | 「なんどでも笑おう」                                            | 「アイドルマスターシリーズ」関連曲                                                 |                                                              |
| 9月30日  | なんどでも笑おう【ミリオンライブ！盤】                                                    | MILLIONSTARS | 「なんどでも笑おう」                                            | 「アイドルマスターシリーズ」関連曲                                                 |                                                              |
| 9月30日  | なんどでも笑おう【ミリオンライブ！盤】                                                    | 春日未来（山崎はるか） | 「なんどでも笑おう」                                            | 「アイドルマスターシリーズ」関連曲                                                 |                                                              |

### 기타 참여 곡
| 발매일         | 상품명                                                             | 노래                                                                          | 음악                    | 비고                                                                                |
| -------------- | ------------------------------------------------------------------ | ----------------------------------------------------------------------------- | ----------------------- | ----------------------------------------------------------------------------------- |
| 2018年11月21日 | THE IDOLM @ STER 765 MILLIONSTARS HOTCHPOTCH FESTIV @ L! ! LIVE CD | 야마자키 하루카, 마나미, 대관령 에리 , 郁原유, 키리타니 나비, 나츠카와 시이나 | '더 라이브 혁명 SHOW! " | 라이브 이벤트 「THE IDOLM @ STER 765 MILLIONSTARS HOTCHPOTCH FESTIV @ L! ! "관련 곡 |

## 라이브 이벤트

### 합동 라이브
| 출연 날짜        | 제목                                                  | 회장                                 | 비고          |
| ---------------- | ----------------------------------------------------- | ------------------------------------ | ------------- |
| 2018년 2월 3일   | NBCUniversal ANIME × MUSIC FESTIVAL~25th ANNIVERSARY~ | 사이타마 슈퍼 아레나 ( 사이타마 현 ) | 시크릿 게스트 |
| 2018년 6월 17일  | 리스아니! Park Vol.02                                 | 신 키바 STUDIO COAST ( 도쿄도 )      |               |
| 2018년 6월 24일  | NBCUniversal ANIME × MUSIC FESTIVAL~AFTER PARTY~      | 이치카와시 문화 회관                 |               |
| 2018년 8월 25일  | Animelo Summer Live 2018 "OK! "                       | 사이타마 슈퍼 아레나 ( 사이타마 현 ) |               |
| 2018년 11월 10일 | 교토 Premium Live 2018                                | 교토 로마 극장 메인 홀               |               |
| 2019년 1월 19일  | ANIMAX MUSIX 2019 OSAKA supported by 히카리 TV        | 오사카 성 ( 오사카 부 )              |               |

### 이벤트
| 출연 날짜       | 제목                                                           | 회장                                         | 비고                                                   |
| --------------- | -------------------------------------------------------------- | -------------------------------------------- | ------------------------------------------------------ |
| 2016년 7월 27일 | 청춘 활성 부 선물 「야마자키 하루카 25 버스 데이 기념 이벤트」 | AKIHABARA 게이머즈 본점 이벤트 홀 ( 도쿄도 ) | 라디오 ' 아이미와 하루카의 2학년 A반 청춘활성부! "관련 |

## 출판

### 사진
- おんとおふ(2020년 4월 10일, 코스 믹 출판 촬영 : 스즈키 켄타) ISBN 978-4-7747-9206-4

### 멤버
1. ↑  中村繪里子、山崎はるか、大橋彩香
2. ↑  仲村宗悟、山谷祥生、狩野翔
3. ↑  山崎はるか、田所あずさ、Machico
4. ↑   春日未来（山崎はるか）、最上静香（田所あずさ）、伊吹翼（Machico）

### 내용주
1. ↑  CD未収録。
2. ↑  配信限定。